# زمین‌لرزه ۱۳۹۲ دشتی

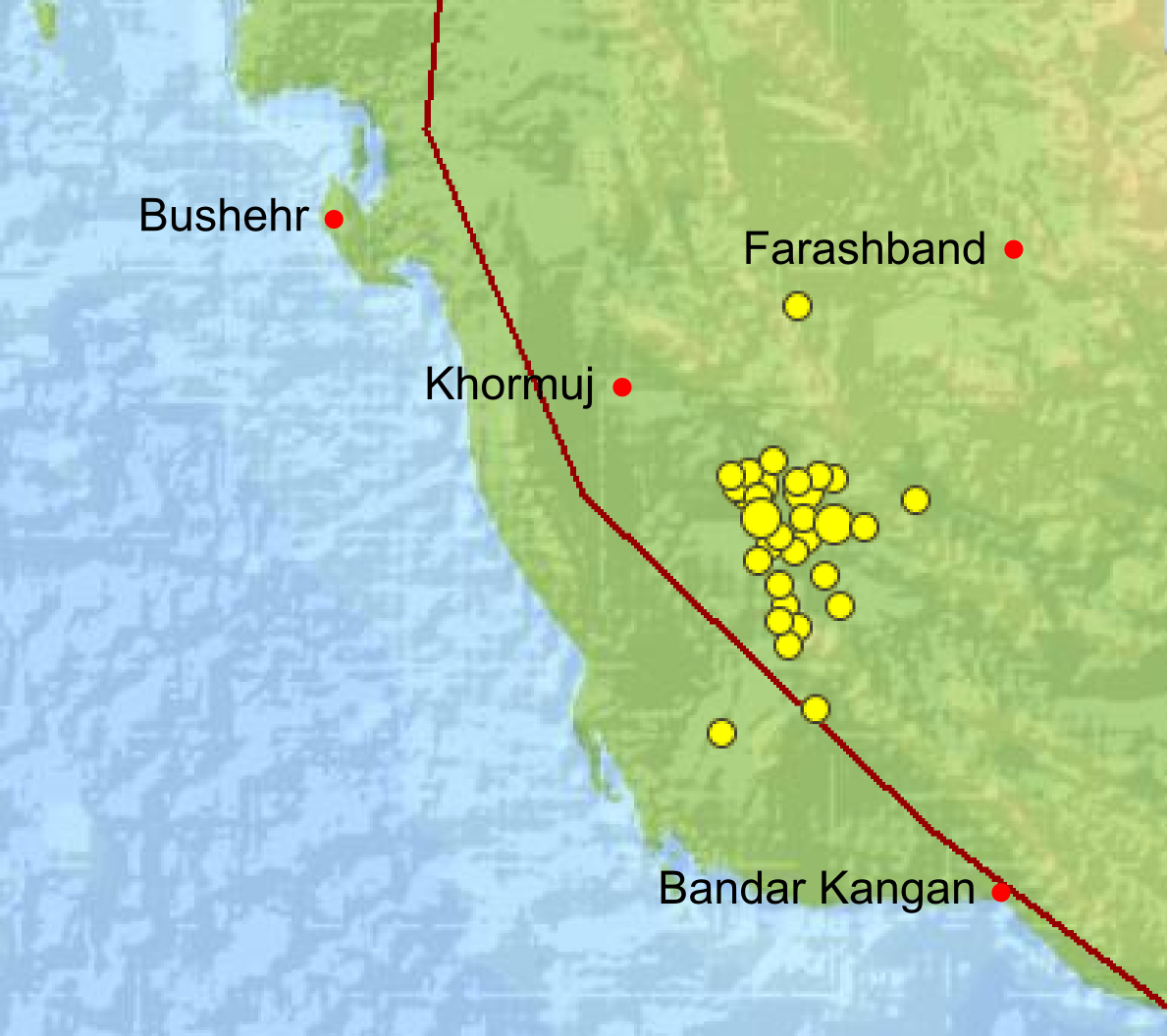
موقعیت زمین‌لرزه‌های دشتی بوشهر

زمین‌لرزه دشتی، زلزله‌ای به بزرگای گشتاوری ۶٫۳(Mw) (بزرگی ۶٫۱ در مقیاس ریشتر) بود که ساعت ۱۶ و ۲۲ دقیقه بعد از ظهر روز ۲۰ فروردین ۱۳۹۲، در عمق ۱۲ کیلومتری زیر زمین در شهرستان دشتی استان بوشهر رخ داد، کانون این زمین‌لرزه در نزدیکی شهر شُنبه، ۱۶ کیلومتری شهر کاکی، ۲۷ کیلومتری شهر خورموج (مرکز شهرستان دشتی) و ۹۰ کیلومتری بوشهر در استان بوشهر بوده‌است.
پس از وقوع این زمین‌لرزه اعلام شد آسیبی به نیروگاه هسته‌ای بوشهر وارد نشده‌است.
سطح تخریب این زمین‌لرزه در شهر کوچک شُنبه و ۲۳ روستای تابع در بخش شنبه و طسوج از شهرستان دشتی در استان بوشهر بوده و به بیش از ۱۰ هزار نفر خسارت رسانده‌است.
به گفته دفتر خبری سی‌ان‌ان، این زمین‌لرزه در کشورهای قطر و بحرین نیز احساس شد، همچنین در ابوظبی نیز چند ساختمان تجاری تخلیه شدند.

## تلفات و خسارات
سطح تخریب این زمین‌لرزه در بخش شنبه و طسوج از توابع شهرستان دشتی در استان بوشهر بوده و بیشترین تخریب در شهر کوچک ۳هزار نفری شُنبه (کانون زلزله) با ۹۰درصد گزارش شده‌است. در این زلزله حدود ۳۱۰۰ واحد مسکونی تخریب شده‌است. این زمین‌لرزه ۳۷ نفر کشته و حدود ۸۵۰ مجروح بجای گذاشت. در بخش شنبه-طسوج علاوه بر شهر شُنبه، ۲۳ روستا از جمله باغان، سنا درویشی، کردلان، چاهگاه، بن‌بید و… آسیب جدی دیده‌اند.

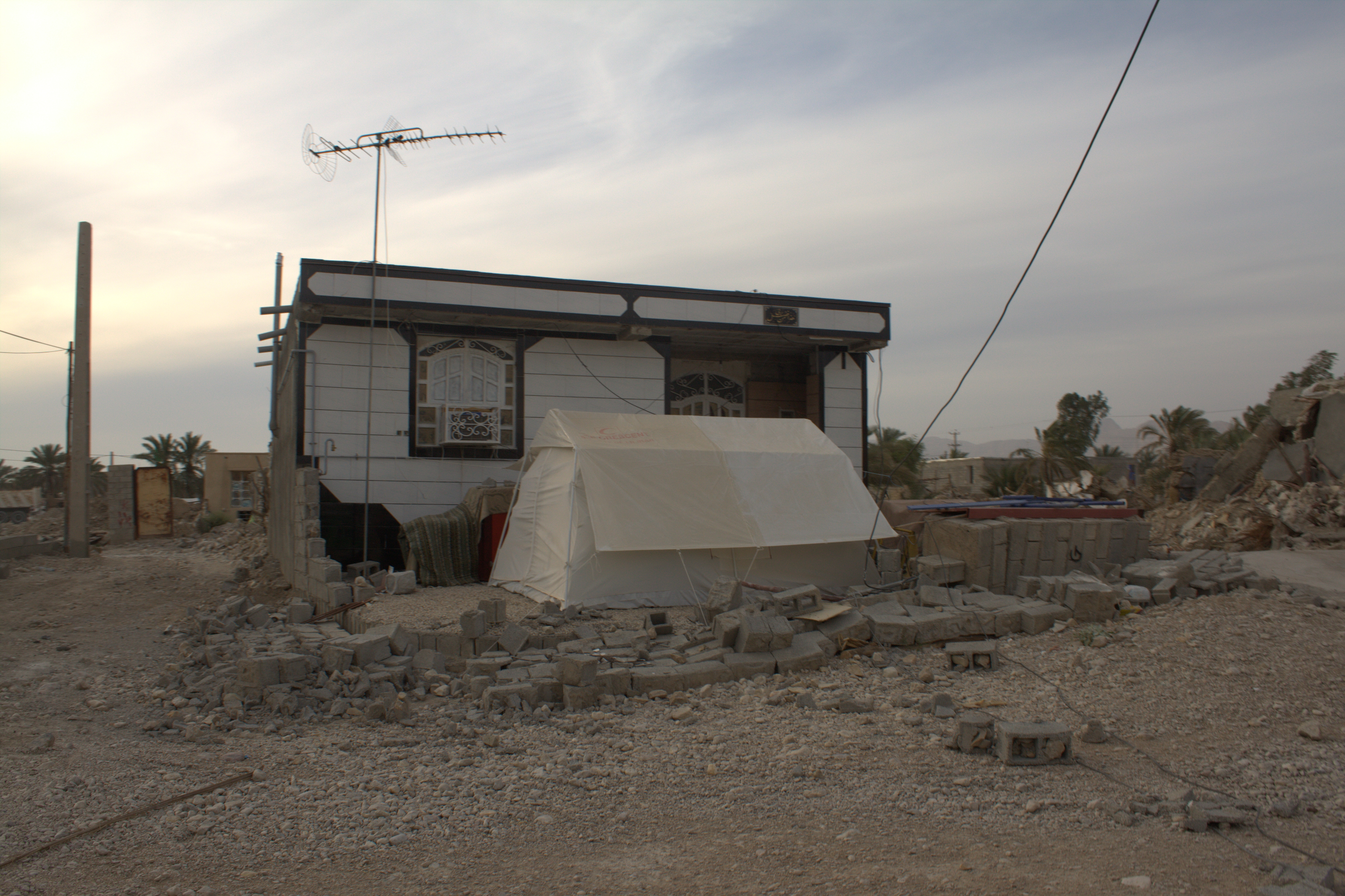
زلزله موجب تخریب خانه‌های بسیاری در شنبه شده‌بود.

بر اثر زمین‌لرزه مجددی با ۵٬۲ ریشتر در ساعت ۱۲ و ۲۹ دقیقه و ۵۹ ثانیه چهارشنبه ۲۱ فروردین در بخش شنبه و طسوج شهرستان دشتی، چهار روستای سرمک، دهوک، حناشور و اژدرخوس (روی هم رفته با ۲۰۰ خانوار) این بخش بکلی تخریب شدند.
توسط بنیاد مسکن استان بوشهر سه هزار و ۱۰۰ واحد مسکونی در شهرهای کاکی، شنبه، بادوله و روستاهای چاهگاه، امام آباد، سنا، تلخو، کردلان، باغان، درویشی و طسوج آماربرداری شده‌اند و تخریب‌های ناشی از پس‌لرزه‌های بعدی نیز به این آمار افزوده می‌شود.
مچنین به نقل رئیس بنیاد مسکن انقلاب اسلامی ایران، یک‌هزار و ۱۵۰ واحد مسکونی در مناطق شهری و ۸۵۰ واحد در مناطق روستایی با آسیب بالای ۶۰ درصد روبرو شده‌اند.
خسارات مالی زلزله ۲۲۰ میلیارد تومان برآورد شده که ۱۲۴ میلیارد تومان آن منازل مسکونی و مابقی زیرساختهای عمرانی و اماکن عمومی و دولتی بوده‌است.

## پس‌لرزه‌ها
لحظاتی بعد از اولین زلزله (۶٫۱ ریشتری، ۲۰ فروردین ساعت ۱۶:۲۲) در شهرستان دشتی حدفاصل عسلویه - بوشهر زلزله‌ای به بزرگی ۴٫۸ ریشتر و در ساعت ۱۶:۳۵ زلزله‌ای به بزرگی ۵٫۳ ریشتر مجدداً این منطقه را لرزاند. این منطقه تا یکماه پس از اولین زلزله ۱۱۳۲ بار لرزیده و ۶۰ زمینلرزه آن بالای ۲٫۵ ریشتر بوده‌است که ۶ مورد آن شدید و بالای ۵ ریشتر بوده که ۴ موردش در فاصله بسیار نزدیک اولین زلزله و در دو روز اول رخ داده‌است.

## امدادرسانی
امدادرسانی از شهرستان‌ها و استان‌های همجوار از همان ساعات اولیه آغاز شده و امدادرسانان در محل حادثه حضور یافتند و همچنان کار امدادرسانی در ابعاد گوناگون ادامه دارد. مصدومینی که جراحت شدید داشتند نیز از همان ساعات اولیه به مراکز درمانی در شهر خورموج و بوشهر دیگر شهرهای استان برای مداوا اعزام شدند.

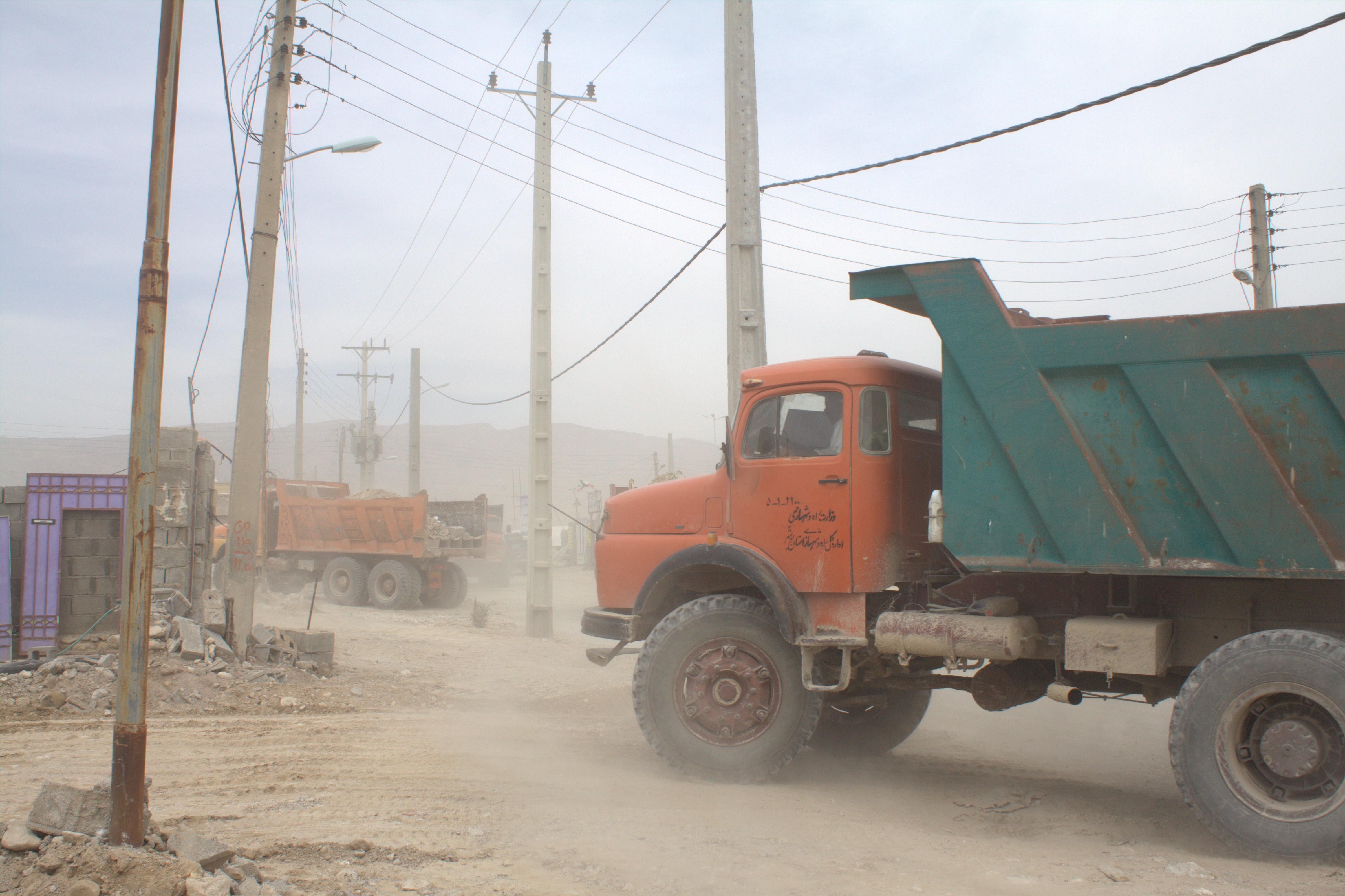
نیروهای امدادی مشغول آواربرداری

## واکنش‌ها
- سید علی خامنه‌ای رهبر ایران، ضمن تسلیت این رخداد خواستار همیاری دسته‌جمعی برای رفع مشکلات حادثه‌دیدگان شد.[۱۳]
- محمود احمدی‌نژاد با انتشار پیام تسلیت، از نهادهای امدادی خواست تا همه توان خود را در جهت امداد، نجات، درمان، رسیدگی به مردم و بازسازی سریع منطقه به کار گیرند.[۱۴]
- اکبر هاشمی رفسنجانی، رئیس‌جمهور اسبق ایران و رئیس مجمع تشخیص مصلحت نظام طی پیامی از وقوع این زمین‌لرزه ابراز تأسف کرد.[۱۵]
- علی لاریجانی، رئیس مجلس شورای اسلامی ایران طی بیانیه‌ای از این واقعه ابراز تأسف کرده و خواستار رفع نیازهای بازماندگان شد.[۱۶]
- بان کی‌مون، دبیرکل سازمان ملل ضمن ابراز تاسف و همدردی با ملت ایران به ویژه خانواده‌های قربانیان، جهت هرگونه حمایت بین‌المللی که ممکن است لازم باشد، اعلام آمادگی کرد.[۱۷]
- پاپ فرانسیس، رهبر کاتولیک‌های جهان از این واقعه ابراز تأسف کرده و با بازماندگان این حادثه ابراز همدردی کرد.[۱۸]

رحیمی معاون اول رئیس‌جمهور ایران، رسولی محلاتی (از طرف رهبر ایران)، حمید استیلی فوتبالیست ملی و… از نزدیک در جمع آسیب دیدگان زلزله حضور یافتند.
همچنین همزمان با انتخابات ریاست جمهوری ۹۲ تعدادی از داوطلبان این انتخابات از جمله قالیباف، سید حسن ابوترابی فرد و … در منطقه حضور یافتند.

## زمین‌لرزه ۳۰ فروردین ۱۳۹۷ در همین مکان
زمین‌لرزه ای در ساعت ۱۱:۰۵ صبح ۳۰ فروردین ۱۳۹۷ با شدت ۵٫۹ ریشتر در حوالی همین کانون با مختصات ۲۸٫۳۵ شمالی و ۵۱٫۵۶ شرقی مجددا رخ داد.